# Erich Markel
Erich Hans Markel (* 22. Oktober 1920 in Deutsch-Weißkirch in Siebenbürgen, Königreich Rumänien; † 4. Januar 1999 in Montclair, New Jersey) war ein rumänisch-US-amerikanischer Jurist, Hochschullehrer, Berater und Präsident der Max-Kade-Stiftung.

## Leben
Markel war der Sohn eines Pfarrers. Sein Jurastudium absolvierte er an der Universität Wien, der Universität Prag und an der Universität Nürnberg-Erlangen, wo er zum Doktor der Rechte promoviert wurde. Ende der 1940er Jahre wurde er Berater des Justizministerium der Vereinigten Staaten für Internationale Vertragsfragen. An der George Washington University erwarb er 1953 den Abschluss Master of Laws. Anschließend lehrte er Rechtswissenschaften an der George Washington University, der Miami University und an der Valparaiso University und arbeitete in Washington, D.C. als Rechtsanwalt. Ab 1959 wirkte er bei der Max-Kade-Stiftung als Vorstandsdirektor und Vizepräsident, ab 1964 als Präsident der Stiftung.
Für seine Verdienste wurden ihm zahlreiche Ehrendoktorwürden verliehen. Markel wurde von der Universität Freiburg (1964), der Technischen Universität Dresden, der Universität Wien und der Universität Erlangen zum Ehrensenator ernannt. Nach Jürgen Herings Worten blieb Markel trotz dieser Ehrungen „ein bescheidener Mensch und liebenswerter Gesprächspartner […] ein kundiger Ratgeber auf den man gehört hat“. Im September 1997 brachte er gemeinsam mit Günter Blobel einen Scheck über 250.000 DM für den Aufbau der Frauenkirche nach Dresden.
Markel starb am 4. Januar 1999 in Montclair im Alter von 78 Jahren.

## Sonstiges
In der Münchner Studentenstadt Freimann in der Leipelt-Straße 7 sowie in Weimar innerhalb des Studierendenwerkes Thüringen in der Leibnizallee 10b gibt es jeweils ein Erich-Markel-Haus. An der Valparaiso University wurden der Erich Markel Chair in German Reformation Studies nach ihm benannt. Die Leibnizallee 10b in Weimar, ein Studentenwohnheim der Bauhaus-Universität Weimar, heißt Erich-Markel-Haus.

## Auszeichnungen
- 1973: Bundesverdienstkreuz 1. Klasse[2]
- 1981: Großes Bundesverdienstkreuz[2]
- 1985: Verdienstmedaille des Landes Baden-Württemberg[2]